# Don’t Know What to Do
Don't Know What to Do - песня, записанная южнокорейской гёрл-группой Blackpink. Это вторая песня второго мини-альбома Kill This Love.

## Продвижение
Blackpink продвигали песню на нескольких музыкальных программах в Южной Корее, включая Inkigayo. Она также была представлена на фестивале музыки и искусств Coachella Valley в апреле 2019 года.

## Творческая группа
| - Джису — ведущая вокалистка - Дженни — основной рэпер, вокалистка - Розэ — основная вокалистка, ведущий танцор - Лиса — основной танцор, ведущий рэпер, сабвокалистка | - Тедди Пак — автор текста, композитор - Брайан Ли — автор текста |

## Коммерческая деятельность
В Южной Корее песня заняла 121 место в цифровом чарте Gaon. Вскоре песня достигла 38 место. В Японии песня заняла 49 строчку в рейтинге Japan Hot 100.

## Чарты
| Чарт (2019)                        | Высшая позиция |
| ---------------------------------- | -------------- |
| Япония (Billboard Japan Hot 100)   | 49             |
| New Zealand Hot Singles (RMNZ)     | 11             |
| Malaysia (RIM)                     | 2              |
| South Korea (Hot 100)              | 9              |
| South Korea (Gaon)                 | 38             |
| US World Digital Songs (Billboard) | 4              |

| Чарт (2019)        | Высшая позиция |
| ------------------ | -------------- |
| South Korea (Gaon) | 58             |

| Чарт (2019)        | Позиция |
| ------------------ | ------- |
| South Korea (Gaon) | 134     |

## История релиза
| Регион  | Дата          | Формат                     | Лейбл                                             |
| ------- | ------------- | -------------------------- | ------------------------------------------------- |
| Мировой | 5 апреля 2019 | Цифровые загрузки стриминг | YG Entertainment, Genie Music, Interscope Records |

## Комментарии
1. ↑  Некоторые реперы могут также занимать позицию саб-вокалиста. Это означает, что они также исполняют вокальные партии, но реже, чем остальные участники группы.